# Campeonato Mundial de Baloncesto Sub-17 de 2018
El Campeonato Mundial de Baloncesto Sub-17 de 2018 fue la quinta edición de este campeonato juvenil que se realizó en Santa Fe y Rosario (Argentina) entre el 30 de junio y el 8 de julio de 2018 bajo la organización de la Federación Internacional de Baloncesto. El campeonato reunió a 16 selecciones nacionales de baloncesto.

## Clasificados
| Competición                             | Fecha                   | Sede           | Plazas | Clasificados                                           |
| --------------------------------------- | ----------------------- | -------------- | ------ | ------------------------------------------------------ |
| País anfitrión                          | 3 de mayo de 2017       |                | 1      | Argentina                                              |
| Campeonato FIBA Américas Sub-16 de 2017 | 14-18 de junio de 2017  | Formosa        | 4      | Estados Unidos Canadá Puerto Rico República Dominicana |
| Campeonato FIBA África Sub-16 de 2017   | 13-22 de julio de 2017  | Vacoas-Phoenix | 2      | Malí Egipto                                            |
| Campeonato FIBA Europa Sub-16 de 2017   | 11-19 de agosto de 2017 | Podgorica      | 5      | Montenegro Serbia Francia Croacia Turquía              |
| Campeonato FIBA Asia Sub-16 de 2017     | 2-8 de abril de 2018    | Foshan         | 4      | Australia China Nueva Zelanda Filipinas                |
| TOTAL                                   |                         |                | 16     |                                                        |
| 1. 2. 3.                                |                         |                |        |                                                        |

## Fase de grupos

### Grupo A
|   | Equipo               | Pts | PG | PP | PF  | PC  | Dif |
| - | -------------------- | --- | -- | -- | --- | --- | --- |
| 1 | Puerto Rico          | 5   | 2  | 1  | 226 | 205 | 21  |
| 2 | Australia            | 5   | 2  | 1  | 220 | 218 | 2   |
| 3 | Turquía              | 5   | 2  | 1  | 244 | 217 | 27  |
| 4 | República Dominicana | 3   | 0  | 3  | 202 | 252 | −50 |

| 30 de junio, 13:15 | Australia                                              | 73–71                | República Dominicana                                                       | Santa Fe                                                                                 |  |
|                    | Parciales: 20–14, 14–30, 19–15, 20–12                  |                      |                                                                            |                                                                                          |  |
|                    | Estadísticas J. Capetola 14 L. Jackson 13 L. Jackson 4 | Reporte Pts Reb Asts | Estadísticas 20 J. C. Montero Berroa 9 A. Matos Reyes 4 D. A. Jones García | Pabellón: Club Atlético Unión Árbitros: Juan Fernández Kyoungjin Park Vilius Maciulaitis |  |

| 30 de junio, 15:30 | Puerto Rico                                                                                     | 76–68                | Turquía                                                  | Santa Fe                                                                                |  |
|                    | Parciales: 18–22, 19–17, 18–14, 21–15                                                           |                      |                                                          |                                                                                         |  |
|                    | Estadísticas A. J. Curbelo Rodríguez 20 J. Miranda Pérez y H. Sosa 12 A. J. Curbelo Rodríguez 7 | Reporte Pts Reb Asts | Estadísticas 18 A. Erdek 13 F. Haltali 3 Ö. C. Ilyasoglu | Pabellón: Club Atlético Unión Árbitros: Carlos Peralta Nathaniel Saunders Goran Sljivic |  |

| 1 de julio, 13:15 | República Dominicana                                                       | 69–84                | Puerto Rico                                                                             | Santa Fe                                                                               |  |
|                   | Parciales: 14–21, 12–22, 22–24, 21–17                                      |                      |                                                                                         |                                                                                        |  |
|                   | Estadísticas D. A. Jones García 20 E. Ferreras Abreu 10 G. Valdéz Robles 4 | Reporte Pts Reb Asts | Estadísticas 29 J. Miranda Pérez 7 D. E. Romero Ortega y S. Martínez 5 J. Miranda Pérez | Pabellón: Club Atlético Unión Árbitros: Mauricio Chinchilla Boris Krejic Luis Castillo |  |

| 1 de julio, 15:30 | Turquía                                             | 81–79                | Australia                                                             | Santa Fe                                                                               |  |
|                   | Parciales: 17–27, 19–15, 18–21, 29–16               |                      |                                                                       |                                                                                        |  |
|                   | Estadísticas A. Erdek 18 A. Şengün 8 M. Kurtuldum 4 | Reporte Pts Reb Asts | Estadísticas 16 L. Jackson 11 L. Travers y L. Jackson 4 K. Williamson | Pabellón: Club Atlético Unión Árbitros: Carlos Peralta Luka Kardum Danilo Ariel Molina |  |

| 3 de julio, 13:15 | Australia                                              | 68–66                | Puerto Rico                                                                                    | Santa Fe                                                                               |  |
|                   | Parciales: 21–17, 19–20, 13–19, 15–10                  |                      |                                                                                                |                                                                                        |  |
|                   | Estadísticas L. Travers 15 L. Jackson 15 J. Capetola 4 | Reporte Pts Reb Asts | Estadísticas 20 J. Miranda Pérez 6 J. Miranda Pérez y T. San Antonio 3 A. J. Curbelo Rodríguez | Pabellón: Club Atlético Unión Árbitros: Carlos Peralta Nathaniel Saunders Boris Krejic |  |

| 3 de julio, 15:30 | Turquía                                                 | 95–62                | República Dominicana                                                                              | Santa Fe                                                                              |  |
|                   | Parciales: 16–16, 27–7, 27–23, 25–16                    |                      |                                                                                                   |                                                                                       |  |
|                   | Estadísticas M. Kurtuldum 31 A. Şengün 14 Ö. Y. Kücük 7 | Reporte Pts Reb Asts | Estadísticas 13 J. C. Montero Berroa 8 D. A. Jones García 2 A. Matos Reyes y J. C. Montero Berroa | Pabellón: Club Atlético Unión Árbitros: Juan Fernández Vilius Maciulaitis Luka Kardum |  |

### Grupo B
|   | Equipo         | Pts | PG | PP | PF  | PC  | Dif  |
| - | -------------- | --- | -- | -- | --- | --- | ---- |
| 1 | Estados Unidos | 6   | 3  | 0  | 305 | 138 | 167  |
| 2 | Serbia         | 5   | 2  | 1  | 223 | 231 | −8   |
| 3 | Malí           | 4   | 1  | 2  | 200 | 257 | −57  |
| 4 | China          | 3   | 0  | 3  | 169 | 271 | −102 |

| 30 de junio, 17:45 | Malí                                                               | 77–89                | Serbia                                                     | Santa Fe                                                                                  |  |
|                    | Parciales: 23–26, 19–18, 24–28, 11–19                              |                      |                                                            |                                                                                           |  |
|                    | Estadísticas S. Kanoute 37 O. Ballo 11 B. Coulibaly y S. Kanoute 5 | Reporte Pts Reb Asts | Estadísticas 29 D. Pazin 10 A. Pokusevski 6 S. Karapandzic | Pabellón: Club Atlético Unión Árbitros: Boris Krejic Chuen Wing Leong Mauricio Chinchilla |  |

| 30 de junio, 20:00 | China                                       | 37–115               | Estados Unidos                                        | Santa Fe                                                                              |  |
|                    | Parciales: 5–33, 17–29, 6–24, 9–29          |                      |                                                       |                                                                                       |  |
|                    | Estadísticas B. Jiao 13 B. Jiao 13 Varios 3 | Reporte Pts Reb Asts | Estadísticas 17 D. Harmon 10 I. Stewart II 5 J. Suggs | Pabellón: Club Atlético Unión Árbitros: Luis Castillo Luka Kardum Danilo Ariel Molina |  |

| 1 de julio, 17:45 | Estados Unidos                                  | 97–40                | Malí                                              | Santa Fe                                                                               |  |
|                   | Parciales: 21–6, 31–15, 22–9, 23–10             |                      |                                                   |                                                                                        |  |
|                   | Estadísticas J. Green 15 E. Mobley 9 J. Roach 6 | Reporte Pts Reb Asts | Estadísticas 15 S. Kanoute 10 O. Ballo 3 O. Ballo | Pabellón: Club Atlético Unión Árbitros: Juan Fernández Chuen Wing Leong Kyoungjin Park |  |

| 1 de julio, 20:00 | Serbia                                                     | 73–61                | China                                      | Santa Fe                                                                                    |  |
|                   | Parciales: 20–9, 19–21, 15–17, 19–14                       |                      |                                            |                                                                                             |  |
|                   | Estadísticas D. Pazin 18 A. Pokusevski 10 S. Karapandzic 5 | Reporte Pts Reb Asts | Estadísticas 22 B. Jiao 8 B. Jiao 4 H. Sun | Pabellón: Club Atlético Unión Árbitros: Vilius Maciulaitis Nathaniel Saunders Goran Sljivic |  |

| 3 de julio, 17:45 | Malí                                                                 | 83–71                | China                                       | Santa Fe                                                                                   |  |
|                   | Parciales: 21–8, 21–16, 20–25, 21–22                                 |                      |                                             |                                                                                            |  |
|                   | Estadísticas O. Ballo y S. Kanoute 26 O. Ballo 19 A. Badara Traore 7 | Reporte Pts Reb Asts | Estadísticas 25 H. Sun 11 B. Jiao 5 B. Jiao | Pabellón: Club Atlético Unión Árbitros: Mauricio Chinchilla Chuen Wing Leong Goran Sljivic |  |

| 3 de julio, 20:00 | Estados Unidos                                            | 93–61                | Serbia                                                       | Santa Fe                                                                                 |  |
|                   | Parciales: 23–12, 24–16, 22–19, 24–14                     |                      |                                                              |                                                                                          |  |
|                   | Estadísticas V. Carey Jr. 16 I. Stewart II 11 D. Harmon 4 | Reporte Pts Reb Asts | Estadísticas 15 A. Langovic 6 D. Tanaskovic 3 S. Karapandzic | Pabellón: Club Atlético Unión Árbitros: Luis Castillo Kyoungjin Park Danilo Ariel Molina |  |

### Grupo C
|   | Equipo        | Pts | PG | PP | PF  | PC  | Dif |
| - | ------------- | --- | -- | -- | --- | --- | --- |
| 1 | Canadá        | 6   | 3  | 0  | 282 | 181 | 101 |
| 2 | Montenegro    | 5   | 2  | 1  | 224 | 215 | 9   |
| 3 | Egipto        | 4   | 1  | 2  | 184 | 220 | −36 |
| 4 | Nueva Zelanda | 3   | 0  | 3  | 167 | 241 | −74 |

| 30 de junio, 13:00 | Nueva Zelanda                                                             | 50–64                | Egipto                                                          | Rosario                                                                                         |  |
|                    | Parciales: 11–14, 8–19, 21–13, 10–18                                      |                      |                                                                 |                                                                                                 |  |
|                    | Estadísticas K. Lepou 13 S. Broughton 15 J. McKinlay y M. Williams-Dunn 2 | Reporte Pts Reb Asts | Estadísticas 14 M. M. Hassan 11 Y. O. Elmadawy 3 Y. O. Elmadawy | Pabellón: Newell's Old Boys Árbitros: Uros Nikolic Mohammadreza Salehian Alexis Mercado Pacheco |  |

| 30 de junio, 15:15 | Canadá                                                  | 92–67                | Montenegro                                                            | Rosario                                                                             |  |
|                    | Parciales: 15–15, 23–14, 20–20, 34–18                   |                      |                                                                       |                                                                                     |  |
|                    | Estadísticas A. I. Patterson 20 B. N. Krikke 6 Varios 3 | Reporte Pts Reb Asts | Estadísticas 17 J. Kljajic 6 D. Marinovic y M. Boskovic 4 S. Vlahovic | Pabellón: Newell's Old Boys Árbitros: Jonathan Sterling Martin Horozov Ville Selkee |  |

| 1 de julio, 13:45 | Egipto                                                      | 53–93                | Canadá                                                                       | Rosario                                                                                    |  |
|                   | Parciales: 16–25, 8–26, 18–21, 11–21                        |                      |                                                                              |                                                                                            |  |
|                   | Estadísticas A. A. Khalifa 16 A. A. Khalifa 13 A. Mahmoud 4 | Reporte Pts Reb Asts | Estadísticas 16 A. I. Patterson y C. McNeilly 14 M-A. Moncrieffe 6 L. Sakota | Pabellón: Newell's Old Boys Árbitros: Wojciech Liszka Martin Horozov Jonathon Ross Chapman |  |

| 1 de julio, 16:00 | Montenegro                                                             | 80–56                | Nueva Zelanda                                             | Rosario                                                                                      |  |
|                   | Parciales: 27–11, 11–14, 21–12, 21–19                                  |                      |                                                           |                                                                                              |  |
|                   | Estadísticas J. Kljajic 22 D. Marinovic 10 L. Zivanovic y J. Kljajic 5 | Reporte Pts Reb Asts | Estadísticas 14 M. Dance 9 A. Rissetto 4 M. Williams-Dunn | Pabellón: Newell's Old Boys Árbitros: Martins Kozlovskis Mohammadreza Salehian Felipe Ibarra |  |

| 3 de julio, 13:45 | Canadá                                                                              | 97–61                | Nueva Zelanda                                             | Rosario                                                                       |  |
|                   | Parciales: 26–12, 18–16, 22–21, 31–12                                               |                      |                                                           |                                                                               |  |
|                   | Estadísticas M-A. Moncrieffe 16 M-A. Moncrieffe y B. N. Krikke 7 S. Rathan-Mayes 10 | Reporte Pts Reb Asts | Estadísticas 13 M. Dance 9 A. Rissetto 3 M. Williams-Dunn | Pabellón: Newell's Old Boys Árbitros: Uros Nikolic Amir Taboubi Felipe Ibarra |  |

| 3 de julio, 16:00 | Egipto                                                                         | 67–77                | Montenegro                                                | Rosario                                                                                         |  |
|                   | Parciales: 4–11, 31–15, 19–17, 10–21 (T.E.: 3–13)                              |                      |                                                           |                                                                                                 |  |
|                   | Estadísticas Y. O. Elmadawy 23 Y. O. Elmadawy 15 Y. O. Elmadawy y A. Mahmoud 2 | Reporte Pts Reb Asts | Estadísticas 18 B. Tomasevic 11 D. Marinovic 7 J. Kljajic | Pabellón: Newell's Old Boys Árbitros: Alexis Mercado Pacheco Jonathon Ross Chapman Gytis Vilius |  |

### Grupo D
|   | Equipo    | Pts | PG | PP | PF  | PC  | Dif |
| - | --------- | --- | -- | -- | --- | --- | --- |
| 1 | Francia   | 6   | 3  | 0  | 256 | 155 | 101 |
| 2 | Croacia   | 5   | 2  | 1  | 222 | 209 | 13  |
| 3 | Argentina | 4   | 1  | 2  | 179 | 227 | −48 |
| 4 | Filipinas | 3   | 0  | 3  | 200 | 266 | −66 |

| 30 de junio, 17:30 | Croacia                                              | 97–75                | Filipinas                                                      | Rosario                                                                       |  |
|                    | Parciales: 25–15, 19–16, 27–18, 26–26                |                      |                                                                |                                                                               |  |
|                    | Estadísticas M. Rudan 16 R. Prkačin 7 R. Gizdavcic 7 | Reporte Pts Reb Asts | Estadísticas 23 K. Z. Sotto 12 K. Z. Sotto 3 R. K. S. Padrigao | Pabellón: Newell's Old Boys Árbitros: Felipe Ibarra Amir Taboubi Gytis Vilius |  |

| 30 de junio, 20:30 | Francia                                             | 82–50                | Argentina                                               | Rosario                                                                                        |  |
|                    | Parciales: 19–12, 25–6, 18–21, 20–11                |                      |                                                         |                                                                                                |  |
|                    | Estadísticas M. Cazalon 19 T. Maledon 8 T. Crusol 4 | Reporte Pts Reb Asts | Estadísticas 10 J. F. Fernández 6 M. Milovich 3 M. Díaz | Pabellón: Newell's Old Boys Árbitros: Wojciech Liszka Jonathon Ross Chapman Martins Kozlovskis |  |

| 1 de julio, 18:15 | Filipinas                                             | 54–95                | Francia                                                                   | Rosario                                                                      |  |
|                   | Parciales: 17–17, 15–21, 13–35, 9–22                  |                      |                                                                           |                                                                              |  |
|                   | Estadísticas C. V. Tamayo 19 C. V. Tamayo 10 Varios 2 | Reporte Pts Reb Asts | Estadísticas 18 M. Cazalon 8 L. Thirouard-Samson 2 T. Crusol y T. Maledon | Pabellón: Newell's Old Boys Árbitros: Uros Nikolic Amir Taboubi Ville Selkee |  |

| 1 de julio, 20:30 | Argentina                                 | 55–74                | Croacia                                                          | Rosario                                                                                     |  |
|                   | Parciales: 17–20, 15–16, 8–17, 15–21      |                      |                                                                  |                                                                                             |  |
|                   | Estadísticas M. Díaz 16 E. Paz 7 E. Paz 3 | Reporte Pts Reb Asts | Estadísticas 24 M. Rudan 12 M. Rudan 3 R. Prkačin y I. Perasovic | Pabellón: Newell's Old Boys Árbitros: Jonathan Sterling Alexis Mercado Pacheco Gytis Vilius |  |

| 3 de julio, 18:15 | Croacia                                                               | 51–79                | Francia                                            | Rosario                                                                                      |  |
|                   | Parciales: 13–22, 17–17, 16–19, 5–21                                  |                      |                                                    |                                                                                              |  |
|                   | Estadísticas I. Gulin 11 R. Gizdavcic y I. Perasovic 7 I. Perasovic 3 | Reporte Pts Reb Asts | Estadísticas 17 M. Cazalon 8 M. Cazalon 9 K. Hayes | Pabellón: Newell's Old Boys Árbitros: Jonathan Sterling Mohammadreza Salehian Martin Horozov |  |

| 3 de julio, 20:30 | Argentina                                                                 | 74–71                | Filipinas                                                                   | Rosario                                                                               |  |
|                   | Parciales: 20–13, 16–19, 22–24, 16–15                                     |                      |                                                                             |                                                                                       |  |
|                   | Estadísticas J. F. Fernández 15 J. F. Fernández 12 M. Díaz y G. Bertona 4 | Reporte Pts Reb Asts | Estadísticas 17 T. J. Fortea y G. A. Abadiano 15 K. Z. Sotto 4 T. J. Fortea | Pabellón: Newell's Old Boys Árbitros: Wojciech Liszka Martins Kozlovskis Ville Selkee |  |

## Fase final

### Cuadro final
|  | Octavos de final     | Octavos de final |                |                | Cuartos de final | Cuartos de final |  |             | Semifinales | Semifinales |             |              | Final        | Final      |  |
|  | 4 de julio           | 4 de julio       |                |                | 6 de julio       | 6 de julio       |  |             | 7 de julio  | 7 de julio  |             |              | 8 de julio   | 8 de julio |  |
|  |                      |                  |                |                |                  |                  |  |             |             |             |             |              |              |            |  |
|  |                      |                  |                |                |                  |                  |  |             |             |             |             |              |              |            |  |
|  | Puerto Rico          | 81               |                |                |                  |                  |  |             |             |             |             |              |              |            |  |
|  | Puerto Rico          | 81               |                |                |                  |                  |  |             |             |             |             |              |              |            |  |
|  | China                | 64               |                |                |                  |                  |  |             |             |             |             |              |              |            |  |
|  | China                | 64               |                | Puerto Rico    | 75               |                  |  |             |             |             |             |              |              |            |  |
|  |                      |                  |                | Puerto Rico    | 75               |                  |  |             |             |             |             |              |              |            |  |
|  |                      |                  | Montenegro     | 60             |                  |                  |  |             |             |             |             |              |              |            |  |
|  | Montenegro           | 73               | Montenegro     | 60             |                  |                  |  |             |             |             |             |              |              |            |  |
|  | Montenegro           | 73               |                |                |                  |                  |  |             |             |             |             |              |              |            |  |
|  | Argentina            | 60               |                |                |                  |                  |  |             |             |             |             |              |              |            |  |
|  | Argentina            | 60               |                |                |                  |                  |  | Puerto Rico | 73          |             |             |              |              |            |  |
|  |                      |                  |                |                |                  |                  |  | Puerto Rico | 73          |             |             |              |              |            |  |
|  |                      |                  | Francia        | 78             |                  |                  |  |             |             |             |             |              |              |            |  |
|  | Turquía              | 87               | Francia        | 78             |                  |                  |  |             |             |             |             |              |              |            |  |
|  | Turquía              | 87               |                |                |                  |                  |  |             |             |             |             |              |              |            |  |
|  | Serbia               | 68               |                |                |                  |                  |  |             |             |             |             |              |              |            |  |
|  | Serbia               | 68               |                | Turquía        | 70               |                  |  |             |             |             |             |              |              |            |  |
|  |                      |                  |                | Turquía        | 70               |                  |  |             |             |             |             |              |              |            |  |
|  |                      |                  | Francia        | 86             |                  |                  |  |             |             |             |             |              |              |            |  |
|  | Nueva Zelanda        | 48               | Francia        | 86             |                  |                  |  |             |             |             |             |              |              |            |  |
|  | Nueva Zelanda        | 48               |                |                |                  |                  |  |             |             |             |             |              |              |            |  |
|  | Francia              | 88               |                |                |                  |                  |  |             |             |             |             |              |              |            |  |
|  | Francia              | 88               |                |                |                  |                  |  |             |             |             |             | Francia      | 52           |            |  |
|  |                      |                  |                |                |                  |                  |  |             |             |             |             | Francia      | 52           |            |  |
|  |                      |                  | Estados Unidos | 95             |                  |                  |  |             |             |             |             |              |              |            |  |
|  | Australia            | 74               | Estados Unidos | 95             |                  |                  |  |             |             |             |             |              |              |            |  |
|  | Australia            | 74               |                |                |                  |                  |  |             |             |             |             |              |              |            |  |
|  | Malí                 | 65               |                |                |                  |                  |  |             |             |             |             |              |              |            |  |
|  | Malí                 | 65               |                | Australia      | 70               |                  |  |             |             |             |             |              |              |            |  |
|  |                      |                  |                | Australia      | 70               |                  |  |             |             |             |             |              |              |            |  |
|  |                      |                  | Canadá         | 74             |                  |                  |  |             |             |             |             |              |              |            |  |
|  | Canadá               | 102              | Canadá         | 74             |                  |                  |  |             |             |             |             |              |              |            |  |
|  | Canadá               | 102              |                |                |                  |                  |  |             |             |             |             |              |              |            |  |
|  | Filipinas            | 62               |                |                |                  |                  |  |             |             |             |             |              |              |            |  |
|  | Filipinas            | 62               |                |                |                  |                  |  | Canadá      | 71          |             |             |              |              |            |  |
|  |                      |                  |                |                |                  |                  |  | Canadá      | 71          |             |             |              |              |            |  |
|  |                      |                  | Estados Unidos | 120            |                  |                  |  |             |             |             |             |              |              |            |  |
|  | República Dominicana | 60               | Estados Unidos | 120            |                  |                  |  |             |             |             |             |              |              |            |  |
|  | República Dominicana | 60               |                |                |                  |                  |  |             |             |             |             |              |              |            |  |
|  | Estados Unidos       | 103              |                |                |                  |                  |  |             |             |             |             |              |              |            |  |
|  | Estados Unidos       | 103              |                | Estados Unidos | 126              |                  |  |             |             |             |             | Tercer lugar | Tercer lugar |            |  |
|  |                      |                  |                | Estados Unidos | 126              |                  |  |             |             |             |             | Tercer lugar | Tercer lugar |            |  |
|  |                      |                  | Croacia        | 52             |                  |                  |  |             |             |             |             |              |              |            |  |
|  | Egipto               | 55               | Croacia        | 52             |                  |                  |  |             |             |             | Puerto Rico | 90           |              |            |  |
|  | Egipto               | 55               |                |                |                  |                  |  |             |             |             | Puerto Rico | 90           |              |            |  |
|  | Croacia              | 68               |                |                |                  |                  |  |             |             |             |             |              | Canadá       | 77         |  |
|  | Croacia              | 68               |                |                |                  |                  |  |             |             |             |             |              | Canadá       | 77         |  |
|  |                      |                  |                |                |                  |                  |  |             |             |             |             |              |              |            |  |

#### Octavos de final
| 4 de julio, 13:15 | Australia                                                          | 74–65                | Malí                                              | Santa Fe                                                                                |  |
|                   | Parciales: 15-19, 19-11, 14-17, 26-18                              |                      |                                                   |                                                                                         |  |
|                   | Estadísticas L. Jackson y L. Travers 15 L. Jackson 14 L. Travers 5 | Reporte Pts Reb Asts | Estadísticas 20 O. Ballo 15 O. Ballo 5 S. Kanoute | Pabellón: Club Atlético Unión Árbitros: Vilius Mačiulaitis Chuen Wing Leong Luka Kardum |  |

| 4 de julio, 13:45 | Nueva Zelanda                                             | 48–88                | Francia                                            | Rosario                                                                       |  |
|                   | Parciales: 15-24, 14-23, 13-21, 6-20                      |                      |                                                    |                                                                               |  |
|                   | Estadísticas K. Lepou 11 A. Rissetto 8 M. Williams-Dunn 3 | Reporte Pts Reb Asts | Estadísticas 17 K. Hayes 8 T. Maledon 6 T. Maledon | Pabellón: Newell's Old Boys Árbitros: Felipe Ibarra Amir Taboubi Ville Selkee |  |

| 4 de julio, 15:30 | Turquía                                                   | 87–68                | Serbia                                                      | Santa Fe                                                                                |  |
|                   | Parciales: 12-26, 23-10, 28-13, 24-19                     |                      |                                                             |                                                                                         |  |
|                   | Estadísticas A. Şengün 22 A. Şengün 15 Ö. C. İlyasoğlu 10 | Reporte Pts Reb Asts | Estadísticas 18 A. Langović 13 A. Langović 6 S. Karapandžić | Pabellón: Club Atlético Unión Árbitros: Juan Fernández Boris Krejić Mauricio Chinchilla |  |

| 4 de julio, 16:00 | Canadá                                                           | 102–62               | Filipinas                                               | Rosario                                                                                           |  |
|                   | Parciales: 26-7, 25-19, 26-20, 25-16                             |                      |                                                         |                                                                                                   |  |
|                   | Estadísticas M-A. Moncrieffe 22 M-A. Moncrieffe 11 C. McNeilly 6 | Reporte Pts Reb Asts | Estadísticas 19 G. Abadiano 8 K. Z. Sotto 4 K. Z. Sotto | Pabellón: Newell's Old Boys Árbitros: Alexis Mercado Pacheco Mohammadreza Salehian Martin Horozov |  |

| 4 de julio, 17:45 | República Dominicana                            | 60–103               | Estados Unidos                                       | Santa Fe                                                                                  |  |
|                   | Parciales: 18-24, 13-30, 12-22, 17-27           |                      |                                                      |                                                                                           |  |
|                   | Estadísticas E. Ferreras 19 D. Jones 6 Varios 2 | Reporte Pts Reb Asts | Estadísticas 14 J. Roach 10 I. Stewart II 5 J. Suggs | Pabellón: Club Atlético Unión Árbitros: Carlos Peralta Kyoungjin Park Danilo Ariel Molina |  |

| 4 de julio, 18:15 | Egipto                                                                          | 55–68                | Croacia                                               | Rosario                                                                                     |  |
|                   | Parciales: 11-20, 18-14, 12-14, 14-20                                           |                      |                                                       |                                                                                             |  |
|                   | Estadísticas Y. El-Madawy 17 Y. El-Madawy 13 O. T. S. M. Morsy y Y. El-Madawy 3 | Reporte Pts Reb Asts | Estadísticas 22 I. Perasović 10 M. Bošnjak 5 M. Rudan | Pabellón: Newell's Old Boys Árbitros: Mārtiņš Kozlovskis Jonathon Ross Chapman Uroš Nikolić |  |

| 4 de julio, 20:00 | Puerto Rico                                                                             | 81–64                | China                                              | Santa Fe                                                                               |  |
|                   | Parciales: 25-17, 17-13, 16-20, 23-14                                                   |                      |                                                    |                                                                                        |  |
|                   | Estadísticas A. J. Curbelo Rodríguez y V. Rosa 18 H. Sosa 16 A. J. Curbelo Rodríguez 12 | Reporte Pts Reb Asts | Estadísticas 24 H. Sun 7 H. Sun 4 H. Sun y A. Yang | Pabellón: Club Atlético Unión Árbitros: Luis Castillo Nathaniel Saunders Goran Sljivic |  |

| 4 de julio, 20:30 | Montenegro                                                           | 73–60                | Argentina                                                                 | Rosario                                                                              |  |
|                   | Parciales: 16-14, 14-17, 17-20, 26-9                                 |                      |                                                                           |                                                                                      |  |
|                   | Estadísticas J. Kljajić 23 J. Kljajić 16 J. Kljajić y L. Živanović 2 | Reporte Pts Reb Asts | Estadísticas 14 G. Bertona y E. Paz 11 J. Fernández 3 G. Bertona y E. Paz | Pabellón: Newell's Old Boys Árbitros: Jonathan Sterling Wojciech Liszka Gytis Vilius |  |

#### Cuartos de final
| 6 de julio, 13:00 | Australia                                             | 70–74                | Canadá                                                           | Santa Fe                                                                           |  |
|                   | Parciales: 15–21, 15–11, 15–18, 25–24                 |                      |                                                                  |                                                                                    |  |
|                   | Estadísticas L. Travers 20 L. Jackson 20 T. Wigness 4 | Reporte Pts Reb Asts | Estadísticas 18 A. I. Patterson 7 J. I. Hemmings 5 K. Barthelemy | Pabellón: Club Atlético Unión Árbitros: Wojciech Liszka Felipe Ibarra Uros Nikolic |  |

| 6 de julio, 15:30 | Turquía                                                  | 70–86                | Francia                                              | Santa Fe                                                                                   |  |
|                   | Parciales: 13–22, 19–16, 21–24, 17–24                    |                      |                                                      |                                                                                            |  |
|                   | Estadísticas A. Şengün 26 A. Şengün 17 Ö. C. Ilyasoglu 3 | Reporte Pts Reb Asts | Estadísticas 30 M. Cazalon 8 M. Cazalon 7 T. Maledon | Pabellón: Club Atlético Unión Árbitros: Jonathan Sterling Nathaniel Saunders Goran Sljivic |  |

| 6 de julio, 18:00 | Puerto Rico                                                                        | 75–60                | Montenegro                                                             | Santa Fe                                                                                        |  |
|                   | Parciales: 19–16, 17–15, 25–16, 14–13                                              |                      |                                                                        |                                                                                                 |  |
|                   | Estadísticas T. San Antonio 30 A. J. Curbelo Rodríguez 8 A. J. Curbelo Rodríguez 8 | Reporte Pts Reb Asts | Estadísticas 10 B. Tomasevic y J. Kljajic 10 B. Tomasevic 5 J. Kljajic | Pabellón: Club Atlético Unión Árbitros: Martins Kozlovskis Jonathon Ross Chapman Carlos Peralta |  |

| 6 de julio, 20:30 | Estados Unidos                                      | 126–52               | Croacia                                              | Santa Fe                                                                                        |  |
|                   | Parciales: 24–12, 39–10, 25–11, 38–19               |                      |                                                      |                                                                                                 |  |
|                   | Estadísticas J. Green 27 R. J. Weems 13 D. Harmon 5 | Reporte Pts Reb Asts | Estadísticas 16 I. Gulin 6 R. Prkačin 5 R. Gizdavcic | Pabellón: Club Atlético Unión Árbitros: Juan Fernández Mohammadreza Salehian Vilius Maciulaitis |  |

#### Semifinales
| 7 de julio, 18:00 | Puerto Rico | 73–78                | Francia                                                         | Santa Fe                                                                        |  |
|                   | Parciales: 18–21, 17–27, 15–16, 23–14                                                                                  |                      |                                                                 |                                                                                 |  |
|                   | Estadísticas A. J. Curbelo Rodríguez y J. Miranda Pérez 14 T. San Antonio 8 A. J. Curbelo Rodríguez y T. San Antonio 4 | Reporte Pts Reb Asts | Estadísticas 20 M. Cazalon y K. Hayes 8 T. Maledon 6 T. Maledon | Pabellón: Club Atlético Unión Árbitros: Boris Krejic Felipe Ibarra Gytis Vilius |  |

| 7 de julio, 20:30 | Canadá                                               | 71–120               | Estados Unidos                                     | Santa Fe                                                                       |  |
|                   | Parciales: 28–21, 14–33, 13–29, 16–37                |                      |                                                    |                                                                                |  |
|                   | Estadísticas A. I. Patterson 15 Varios 6 L. Sakota 4 | Reporte Pts Reb Asts | Estadísticas 25 J. Green 9 R. J. Weems 5 D. Harmon | Pabellón: Club Atlético Unión Árbitros: Luis Castillo Luka Kardum Uros Nikolic |  |

#### Partido por la medalla de bronce
| 8 de julio, 18:00 | Puerto Rico                                                                    | 90–77                | Canadá                                                           | Santa Fe                                                                                     |  |
|                   | Parciales: 20–20, 20–17, 17–12, 33–28                                          |                      |                                                                  |                                                                                              |  |
|                   | Estadísticas J. Miranda Pérez 24 J. Miranda Pérez 11 A. J. Curbelo Rodríguez 5 | Reporte Pts Reb Asts | Estadísticas 31 A. I. Patterson 8 J. I. Hemmings 4 K. Barthelemy | Pabellón: Club Atlético Unión Árbitros: Wojciech Liszka Juan Fernández Jonathon Ross Chapman |  |

#### Final
| 8 de julio, 20:30 | Francia                                            | 52–95                | Estados Unidos                                                | Santa Fe                                                                               |  |
|                   | Parciales: 14–23, 11–22, 14–32, 13–18              |                      |                                                               |                                                                                        |  |
|                   | Estadísticas K. Hayes 10 T. Maledon 5 T. Maledon 4 | Reporte Pts Reb Asts | Estadísticas 15 I. Stewart II 9 Varios 3 I. Okoro y S. Barnes | Pabellón: Club Atlético Unión Árbitros: Martins Kozlovskis Carlos Peralta Gytis Vilius |  |

| Bandera de Estados Unidos         |
| Campeón Estados Unidos 5.° título |

### Cuadro por el 5º-8º lugar
|  | Semifinales 5º-8º | Semifinales 5º-8º |           |         | Partido 5º lugar | Partido 5º lugar |  |
|  | 7 de julio        | 7 de julio        |           |         | 8 de julio       | 8 de julio       |  |
|  |                   |                   |           |         |                  |                  |  |
|  |                   |                   |           |         |                  |                  |  |
|  | Montenegro        | 65                |           |         |                  |                  |  |
|  | Montenegro        | 65                |           |         |                  |                  |  |
|  | Turquía           | 101               |           |         |                  |                  |  |
|  | Turquía           | 101               |           | Turquía | 81               |                  |  |
|  |                   |                   |           | Turquía | 81               |                  |  |
|  |                   |                   | Australia | 77      |                  |                  |  |
|  | Australia         | 71                | Australia | 77      |                  |                  |  |
|  | Australia         | 71                |           |         |                  |                  |  |
|  | Croacia           | 54                |           |         | Partido 7º lugar | Partido 7º lugar |  |
|  | Croacia           | 54                |           |         | Partido 7º lugar | Partido 7º lugar |  |
|  |                   |                   |           |         |                  |                  |  |
|  |                   |                   |           |         | Montenegro       | 66               |  |
|  |                   |                   |           |         | Montenegro       | 66               |  |
|  |                   |                   |           |         | Croacia          | 74               |  |
|  |                   |                   |           |         | Croacia          | 74               |  |
|  |                   |                   |           |         |                  |                  |  |

#### Semifinales del 5º–8º lugar
| 7 de julio, 13:00 | Montenegro                                              | 65–101               | Turquía                                                 | Santa Fe                                                                                            |  |
|                   | Parciales: 17–31, 11–24, 16–22, 21–24                   |                      |                                                         | |  |
|                   | Estadísticas B. Tomasevic 31 M. Boskovic 7 J. Kljajic 5 | Reporte Pts Reb Asts | Estadísticas 28 M. Kurtuldum 13 A. Şengün 4 Ö. Y. Kücük | Pabellón: Club Atlético Unión Árbitros: Alexis Mercado Pacheco Juan Fernández Jonathon Ross Chapman |  |

| 7 de julio, 15:30 | Australia                                                          | 71–54                | Croacia                                           | Santa Fe                                                                                 |  |
|                   | Parciales: 13–10, 13–12, 20–24, 25–8                               |                      |                                                   |                                                                                          |  |
|                   | Estadísticas H. Clarke 18 L. Jackson 15 J. Capetola y L. Travers 4 | Reporte Pts Reb Asts | Estadísticas 20 M. Rudan 10 R. Prkačin 5 M. Rudan | Pabellón: Club Atlético Unión Árbitros: Martins Kozlovskis Kyoungjin Park Martin Horozov |  |

#### Partido por el 7º lugar
| 8 de julio, 17:45 | Montenegro                                                | 66–74                | Croacia                                                              | Santa Fe                                                                                           |  |
|                   | Parciales: 16–15, 20–16, 13–30, 17–13                     |                      |                                                                      | |  |
|                   | Estadísticas B. Tomasevic 22 B. Tomasevic 10 J. Kljajic 5 | Reporte Pts Reb Asts | Estadísticas 21 R. Prkačin 12 M. Bosnjak y I. Perasovic 4 M. Bosnjak | Pabellón: Universidad Tecnológica Nacional Árbitros: Luis Castillo Amir Taboubi Vilius Maciulaitis |  |

#### Partido por el 5º lugar
| 8 de julio, 13:00 | Turquía                                                  | 81–77                | Australia                                                      | Santa Fe                                                                            |  |
|                   | Parciales: 17–18, 18–20, 18–15, 28–24                    |                      |                                                                |                                                                                     |  |
|                   | Estadísticas M. Kurtuldum 20 A. Şengün 10 M. Kurtuldum 4 | Reporte Pts Reb Asts | Estadísticas 18 L. Jackson y T. Wigness 10 L. Travers 4 Varios | Pabellón: Club Atlético Unión Árbitros: Luka Kardum Nathaniel Saunders Ville Selkee |  |

### Cuadro por el 9º-16º lugar
|  | Partido 13.eɾ lugar | Partido 13.eɾ lugar |                 |       | Semifinales 13º-16º | Semifinales 13º-16º |            |            | Cuartos de final 9º-16º | Cuartos de final 9º-16º |      |           | Semifinales 9º-12º | Semifinales 9º-12º |  |  | Partido 9º lugar | Partido 9º lugar |
|  |                     |                     |                 |       |                     |                     |            |            |                         |                         |      |           |                    |                    |  |  |                  |                  |
|  |                     |                     |                 |       |                     |                     |            |            | 6 de julio              |                         |      |           |                    |                    |  |  |                  |                  |
|  |                     |                     |                 |       |                     |                     |            |            |                         |                         |      |           |                    |                    |  |  |                  |                  |
|  | 8 de julio          | 8 de julio          |                 |       | 7 de julio          | 7 de julio          |            |            | China                   | 69                      |      |           | 7 de julio         | 7 de julio         |  |  | 8 de julio       | 8 de julio       |
|  | 8 de julio          | 8 de julio          |                 |       | 7 de julio          | 7 de julio          |            |            | China                   | 69                      |      |           | 7 de julio         | 7 de julio         |  |  | 8 de julio       | 8 de julio       |
|  | 8 de julio          | 8 de julio          |                 |       | 7 de julio          | 7 de julio          | Argentina  | 95         |                         |                         |      |           | 7 de julio         | 7 de julio         |  |  | 8 de julio       | 8 de julio       |
|  | 8 de julio          | 8 de julio          |                 | China | 57                  |                     | Argentina  | 95         |                         |                         |      | Argentina | 54                 |                    |  |  | 8 de julio       | 8 de julio       |
|  | 8 de julio          | 8 de julio          | 6 de julio      | China | 57                  |                     |            |            |                         |                         |      | Argentina | 54                 |                    |  |  | 8 de julio       | 8 de julio       |
|  | 8 de julio          | 8 de julio          |                 |       | Nueva Zelanda       | 62                  |            |            | Serbia                  | 74                      |      |           |                    |                    |  |  | 8 de julio       | 8 de julio       |
|  | 8 de julio          | 8 de julio          | Serbia          | 78    | Nueva Zelanda       | 62                  |            |            | Serbia                  | 74                      |      |           |                    |                    |  |  | 8 de julio       | 8 de julio       |
|  | 8 de julio          | 8 de julio          | Serbia          | 78    |                     |                     |            |            |                         |                         |      |           |                    |                    |  |  | 8 de julio       | 8 de julio       |
|  | 8 de julio          | 8 de julio          |                 |       | Nueva Zelanda       | 51                  |            |            |                         |                         |      |           |                    |                    |  |  | 8 de julio       | 8 de julio       |
|  | Nueva Zelanda       | 51                  |                 |       | Nueva Zelanda       | 51                  | Serbia     | 77         |                         |                         |      |           |                    |                    |  |  |                  |                  |
|  | Nueva Zelanda       | 51                  | 6 de julio      |       |                     |                     | Serbia     | 77         |                         |                         |      |           |                    |                    |  |  |                  |                  |
|  | Filipinas           | 73                  |                 |       | Rep. Dominicana     | 82                  |            |            |                         |                         |      |           |                    |                    |  |  |                  |                  |
|  | Filipinas           | 73                  | Malí            | 95    | Rep. Dominicana     | 82                  |            |            |                         |                         |      |           |                    |                    |  |  |                  |                  |
|  |                     |                     | Malí            | 95    | 7 de julio          | 7 de julio          | 7 de julio | 7 de julio |                         |                         |      |           |                    |                    |  |  |                  |                  |
|  |                     |                     | Filipinas       | 59    | 7 de julio          | 7 de julio          | 7 de julio | 7 de julio |                         |                         |      |           |                    |                    |  |  |                  |                  |
|  | Partido 15º lugar   | Partido 15º lugar   | Filipinas       | 59    | Filipinas           | 70                  |            |            |                         |                         | Malí | 108       | Partido 11º lugar  | Partido 11º lugar  |  |  |                  |                  |
|  | Partido 15º lugar   | Partido 15º lugar   | 6 de julio      |       | Filipinas           | 70                  |            |            |                         |                         | Malí | 108       | Partido 11º lugar  | Partido 11º lugar  |  |  |                  |                  |
|  | 8 de julio          | 8 de julio          |                 |       | Egipto              | 69                  |            |            | Rep. Dominicana         | 110                     |      |           | 8 de julio         | 8 de julio         |  |  |                  |                  |
|  | China               | 68                  | Rep. Dominicana | 67    | Egipto              | 69                  | Argentina  | 70         | Rep. Dominicana         | 110                     |      |           |                    |                    |  |  |                  |                  |
|  | China               | 68                  | Rep. Dominicana | 67    |                     |                     | Argentina  | 70         |                         |                         |      |           |                    |                    |  |  |                  |                  |
|  | Egipto              | 63                  |                 |       | Egipto              | 65                  |            |            | Malí                    | 69                      |      |           |                    |                    |  |  |                  |                  |

#### Cuartos de final del 9º–16º lugar
| 6 de julio, 12:00 | Serbia                                             | 78–51                | Nueva Zelanda                                             | Santa Fe                                                                                                |  |
|                   | Parciales: 12–10, 20–13, 18–16, 28–12              |                      |                                                           | |  |
|                   | Estadísticas D. Pazin 22 A. Langovic 12 L. Vasic 5 | Reporte Pts Reb Asts | Estadísticas 30 M. Dance 7 A. Rissetto 2 M. Williams-Dunn | Pabellón: Universidad Tecnológica Nacional Árbitros: Alexis Mercado Pacheco Amir Taboubi Martin Horozov |  |

| 6 de julio, 14:15 | Malí                                                | 95–59                | Filipinas                                                              | Santa Fe                                                                                           |  |
|                   | Parciales: 14–15, 29–17, 18–12, 34–15               |                      |                                                                        | |  |
|                   | Estadísticas S. Kanoute 30 O. Ballo 19 S. Kanoute 7 | Reporte Pts Reb Asts | Estadísticas 10 R. A. Cortez y Y. Andrada 6 K. Z. Sotto 6 T. J. Fortea | Pabellón: Universidad Tecnológica Nacional Árbitros: Luis Castillo Luka Kardum Danilo Ariel Molina |  |

| 6 de julio, 16:30 | República Dominicana                                                      | 67–65                | Egipto                                                              | Santa Fe                                                                                                 |  |
|                   | Parciales: 19–19, 17–18, 15–12, 16–16                                     |                      |                                                                     | |  |
|                   | Estadísticas D. A. Jones García 23 D. A. Jones García 12 A. Matos Reyes 5 | Reporte Pts Reb Asts | Estadísticas 17 A. A. Khalifa 19 Y. O. Elmadawy 7 O. T. S. M. Morsy | Pabellón: Universidad Tecnológica Nacional Árbitros: Mauricio Chinchilla Chuen Wing Leong Kyoungjin Park |  |

| 6 de julio, 18:45 | China                                        | 69–95                | Argentina                                                   | Santa Fe                                                                                    |  |
|                   | Parciales: 15–25, 13–29, 25–15, 16–26        |                      |                                                             |                                                                                             |  |
|                   | Estadísticas B. Jiao 21 B. Jiao 14 P. Chen 5 | Reporte Pts Reb Asts | Estadísticas 21 J. F. Fernández 12 J. F. Fernández 7 E. Paz | Pabellón: Universidad Tecnológica Nacional Árbitros: Boris Krejic Ville Selkee Gytis Vilius |  |

#### Semifinales del 13º–16º lugar
| 7 de julio, 13:15 | China                                      | 57–62                | Nueva Zelanda                                                         | Santa Fe |  |
|                   | Parciales: 8–17, 17–18, 18–16, 14–11       |                      |                                                                       | |  |
|                   | Estadísticas S. Zhao 14 H. Sun 7 A. Yang 4 | Reporte Pts Reb Asts | Estadísticas 23 M. Dance 9 S. Broughton 4 M. Williams-Dunn y M. Dance | Pabellón: Universidad Tecnológica Nacional Árbitros: Vilius Maciulaitis Mauricio Chinchilla Danilo Ariel Molina |  |

| 7 de julio, 15:30 | Filipinas                                                  | 70–69                | Egipto                                                       | Santa Fe                                                                                              |  |
|                   | Parciales: 17–8, 24–18, 14–24, 15–19                       |                      |                                                              | |  |
|                   | Estadísticas K. Z. Sotto 28 K. Z. Sotto 17 R. C. Calimag 5 | Reporte Pts Reb Asts | Estadísticas 17 A. A. Khalifa 10 Y. O. Elmadawy 3 M. Ibrahim | Pabellón: Universidad Tecnológica Nacional Árbitros: Jonathan Sterling Chuen Wing Leong Goran Sljivic |  |

#### Semifinales del 9º–12º lugar
| 7 de julio, 11:00 | Malí                                                          | 108–110              | República Dominicana                                                            | Santa Fe                                                                                          |  |
|                   | Parciales: 19–23, 19–17, 24–19, 17–20 (T.E.: 7–7, 9–9, 13–15) |                      |                                                                                 |                                                                                                   |  |
|                   | Estadísticas O. Ballo 32 O. Ballo 32 B. Coulibaly 5           | Reporte Pts Reb Asts | Estadísticas 39 D. A. Jones García 15 D. A. Jones García 7 J. C. Montero Berroa | Pabellón: Universidad Tecnológica Nacional Árbitros: Nathaniel Saunders Amir Taboubi Ville Selkee |  |

| 7 de julio, 17:45 | Argentina                                                           | 54–74                | Serbia                                                           | Santa Fe                                                                                                  |  |
|                   | Parciales: 7–21, 20–17, 9–15, 18–21                                 |                      |                                                                  | |  |
|                   | Estadísticas A. Cavallin 14 G. Bertona y J. F. Fernández 6 E. Paz 3 | Reporte Pts Reb Asts | Estadísticas 11 A. Langovic y D. Pazin 10 A. Pokusevski 3 Varios | Pabellón: Universidad Tecnológica Nacional Árbitros: Wojciech Liszka Mohammadreza Salehian Carlos Peralta |  |

#### Partido por el 15º lugar
| 8 de julio, 11:00 | China                                                      | 68–63                | Egipto                                                           | Santa Fe                                                                                                   |  |
|                   | Parciales: 15–18, 11–11, 17–12, 25–22                      |                      |                                                                  | |  |
|                   | Estadísticas H. Sun 30 X. Saimaiti y H. Qu 8 X. Saimaiti 8 | Reporte Pts Reb Asts | Estadísticas 20 A. A. Khalifa 15 Y. O. Elmadawy 6 Y. O. Elmadawy | Pabellón: Universidad Tecnológica Nacional Árbitros: Mauricio Chinchilla Fabiano Huber Danilo Ariel Molina |  |

#### Partido por el 13º lugar
| 8 de julio, 13:15 | Nueva Zelanda                                                           | 51–73                | Filipinas                                                      | Santa Fe                                                                                                   |  |
|                   | Parciales: 12–16, 12–19, 12–19, 15–19                                   |                      |                                                                | |  |
|                   | Estadísticas M. Dance 12 A. Rissetto 12 M. Williams-Dunn y E. Vaigafa 2 | Reporte Pts Reb Asts | Estadísticas 22 K. Z. Sotto 10 K. Z. Sotto 9 R. K. S. Padrigao | Pabellón: Universidad Tecnológica Nacional Árbitros: Martin Horozov Chuen Wing Leong Mohammadreza Salehian |  |

#### Partido por el 11º lugar
| 8 de julio, 15:30 | Argentina                                                    | 70–69                | Malí                                               | Santa Fe                                                                                 |  |
|                   | Parciales: 26–12, 10–15, 17–18, 17–24                        |                      |                                                    |                                                                                          |  |
|                   | Estadísticas A. Cavallin 18 M. Milovich 13 J. F. Fernández 5 | Reporte Pts Reb Asts | Estadísticas 24 S. Kanoute 14 M. Sidibe 3 O. Ballo | Pabellón: Club Atlético Unión Árbitros: Boris Krejic Alexis Mercado Pacheco Uros Nikolic |  |

#### Partido por el 9º lugar
| 8 de julio, 15:30 | Serbia                                                        | 77–82                | República Dominicana                                                         | Santa Fe                                                                                        |  |
|                   | Parciales: 18–20, 21–18, 27–24, 11–20                         |                      |                                                                              |                                                                                                 |  |
|                   | Estadísticas A. Markovic 23 A. Pokusevski 14 S. Karapandzic 5 | Reporte Pts Reb Asts | Estadísticas 24 D. A. Jones García 13 D. A. Jones García 4 E. Ferreras Abreu | Pabellón: Universidad Tecnológica Nacional Árbitros: Felipe Ibarra Kyoungjin Park Goran Sljivic |  |

## Clasificación final
| Pos.              | Equipo               | Balance |
| ----------------- | -------------------- | ------- |
| Medalla de oro    | Estados Unidos       | 7-0     |
| Medalla de plata  | Francia              | 6-1     |
| Medalla de bronce | Puerto Rico          | 5-2     |
| 4º                | Canadá               | 5-2     |
| 5º                | Turquía              | 5-2     |
| 6º                | Australia            | 4-3     |
| 7º                | Croacia              | 4-3     |
| 8º                | Montenegro           | 3-4     |
| 9º                | República Dominicana | 3-4     |
| 10º               | Serbia               | 4-3     |
| 11º               | Argentina            | 3-4     |
| 12º               | Malí                 | 2-5     |
| 13º               | Filipinas            | 2-5     |
| 14º               | Nueva Zelanda        | 1-6     |
| 15º               | China                | 1-6     |
| 16º               | Egipto               | 1-6     |